# Kinh tế học lao động
Kinh tế học lao động là một chuyên ngành của kinh tế học tìm hiểu về chức năng và động lực của thị trường cho lao động. Thị trường lao động hoạt động thông qua sự tương tác giữa người lao động và nhà tuyển dụng. Kinh tế học lao động xem xét về người cung cấp dịch vụ lao động (người lao động) và người yêu cầu dịch vụ lao động (nhà tuyển dụng) và cố gắng tìm hiểu mô hình kết quả của tiền lương, việc làm và thu nhập.

## Liên kết
- Ageing workers EU-OSHA
- The Labour Economics Gateway Lưu trữ ngày 17 tháng 2 năm 2008 tại Wayback Machine - Collection of Internet sites that are of interest to labour economists
- Labour & Worklife Program at Harvard Law School, Changing Labour Markets Project
- W.E. Upjohn Institute & Anindya N Bakrie for Employment Research Lưu trữ ngày 9 tháng 7 năm 2010 tại Wayback Machine
- ILO: Key Indicators of the Labour Market (KILM). 5. ed. Sept. 2007
- LabourFair Resources Lưu trữ ngày 30 tháng 6 năm 2017 tại Wayback Machine - Link to Fair Labour Practices
- Labour Research Network Lưu trữ ngày 5 tháng 8 năm 2013 tại Wayback Machine - Labour research programme treating various fields